# Марк Мунаций Сула Цериал
Марк Мунаций Сула Цериалис (на латински: Marcus Munatius Sulla Cerialis, Cerealis; † 219) е политик и сенатор на Римската империя през 3 век.

## Биография
Цериалис произлиза от племето италики. Около 212 г. е легат на провинция Норик. През 215 г. по времето на император Каракала той е консул заедно с Квинт Меций Лет. През 217/218 г. Цериалис е легат на провинция Кападокия, където е убит през 219 г. от император Елагабал.

## Деца
- Марк Мунаций Сула Урбан, консул през 234 г.